# Loaf Island
Loaf Island är en ö i Kanada.   Den ligger i territoriet Nunavut, i den östra delen av landet, 1 300 km norr om huvudstaden Ottawa. Arean är 13,4 kvadratkilometer.
Terrängen på Loaf Island är platt. Öns högsta punkt är 56 meter över havet. Den sträcker sig 2,8 kilometer i nord-sydlig riktning, och 7,5 kilometer i öst-västlig riktning.